# Lomma
Lomma ist eine Ortschaft (tätort) in der südschwedischen Provinz Skåne län und der historischen Provinz Schonen. Lomma ist Hauptort der gleichnamigen Gemeinde.

## Geschichte
Laut Auffassung vieler Historiker ist Lomma der Ort, der 1085 in einem königlichen Brief unter dem Namen Lumaby genannt wurde. Zu dieser Zeit erfolgten die meisten Transporte in dieser Region über den Fluss Höje å, an dessen Mündung Lomma gelegen ist. Die Siedlung entstand an einem natürlichen Hafen, wo Waren umgeladen wurden und Zölle erhoben wurden. Durch die Expansion von Malmö verlor Lomma einige seiner Handelsrechte.
Schon 1682 wurde bei Lomma Lehm abgebaut und in einer Ziegelei verarbeitet. 1854 eröffnete der Geschäftsmann Frans Henrik Kockum eine weitere Lehmgrube, die lange Zeit zu den größten in Schonen gehörte. Die Jahresproduktion lag lange bei etwa 2,5 Millionen Ziegeln und führte auch zu einem Ausbau des Hafens, da die Ziegel von hier aus weiter transportiert wurden. Heute findet man nur noch Spuren der Lehmgruben wieder. Einige Lehmgruben wurden viele Jahre als Mülldeponie bis zum Rande gefüllt und dann mit Erde bedeckt. Andere sammelten Grund- und Regenwasser und wurden zu Teichen, die nordwestlich des Ortes liegen.
1872 entstand eine Zementfabrik, die in den Sommermonaten bis zu 350 Personen beschäftigte. Später wurde auch Asbestzement hergestellt, insbesondere wellenförmige Dachplatten, Eternitplatten genannt, und in den 1970er Jahren führte diese Produktion zu einem Aufsehen erregenden Skandal. Nachdem viele Angestellte an Krebs erkrankt waren und auch mehrere Todesfälle zu beklagen waren, stellte sich heraus, dass den Werksleitern die gesundheitsschädigende Wirkung von Asbest lange vorher bekannt war. Die Ermittlungen zu diesem Fall sind auch heute noch nicht abgeschlossen. Die Fabrik, genau wie die daneben gelegene ROCKWOOL-Fabrik wurden später dem Erdboden gleichgemacht aber noch heute findet man öfters Zement- und Ziegelbruchstücke entlang des Strandes.
Bis zur Fertigstellung der Brücke über die Lomma Au, die weiter stromaufwärts Höje Å (Au) genannt wird, wurden die Handelsgüter mit Fähren über den Fluss gebracht.
Seit 2015 gehört der südlich anschließende vormalige Småort Alnarp, einer der Sitze der Schwedischen Universität für Agrarwissenschaften (Sveriges Lantbruksuniversitet, SLU), zu Lomma, während ein etwas separat gelegenes Wohngebiet (Habo Ljung) nördlich der Lomma Au (Höje Å) in Richtung Bjärred vom Statistiska centralbyrån nun als neuer Småort ausgewiesen ist.

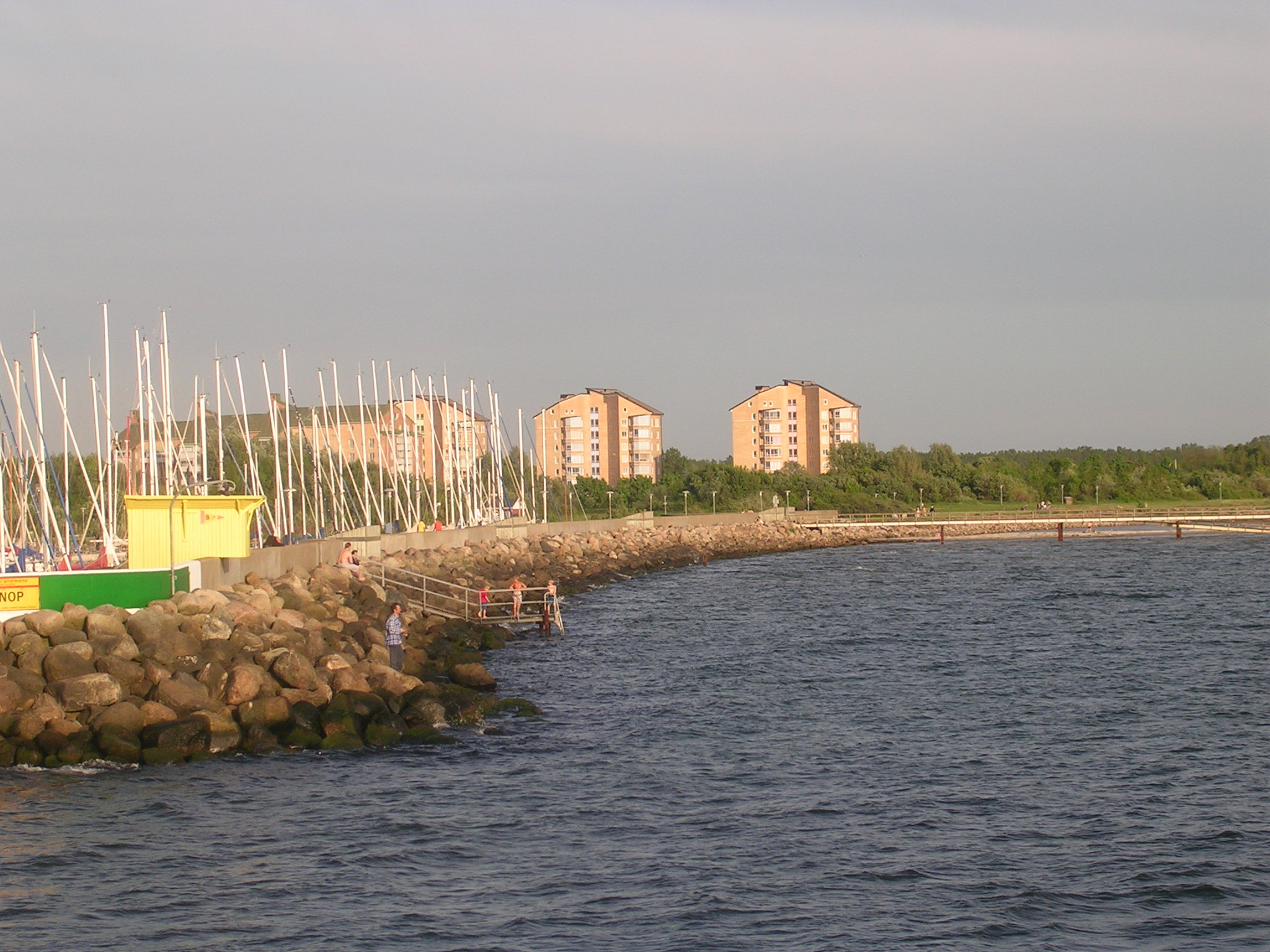
Hafen von Lomma
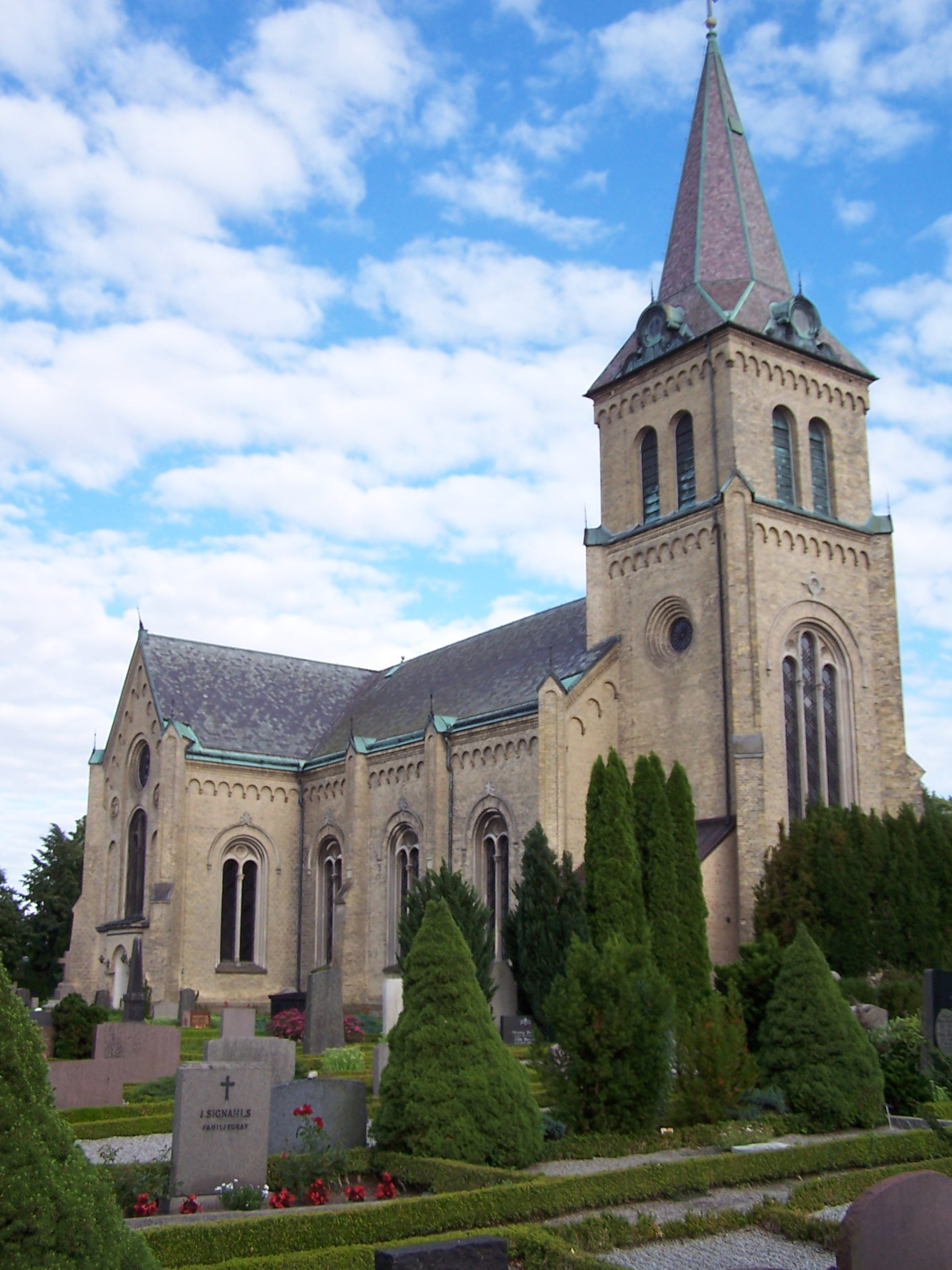
Kirche
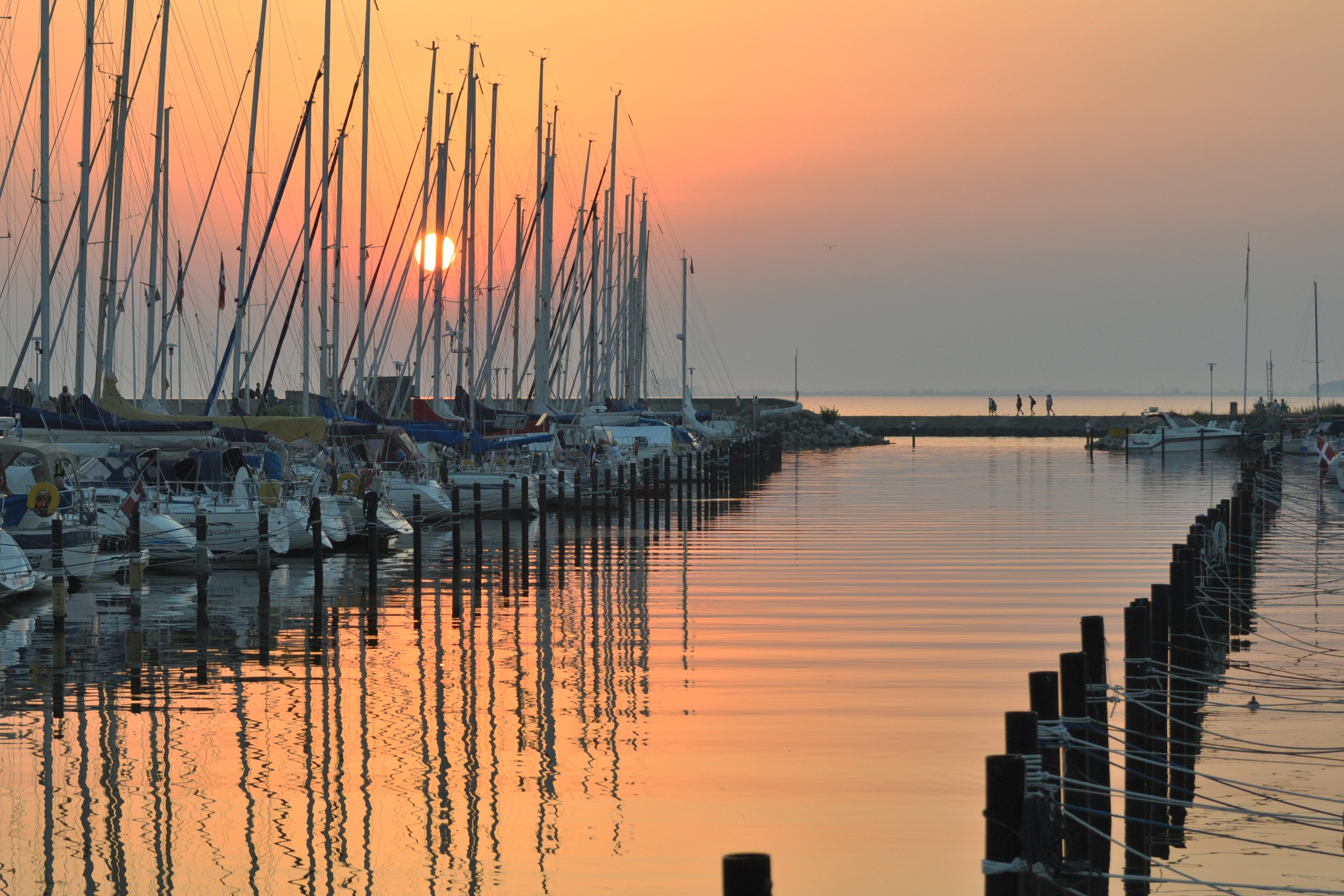
Sonnenuntergang

## Aktivitäten
Lomma hat einen beliebten Sandstrand, Lomma Beach, genannt, von dem man eine gute Aussicht auf Kopenhagen, die Öresundbrücke und den Wolkenkratzer Turning Torso hat. Vor dem Turning Torso war der 138 Meter hohe „Kockums Kran“ ein besonderes Merkmal. Der gut ausgebaute Yachthafen dient vor allem den Einheimischen als Liegeplatz ihrer Boote während einheimische Fischer vor der Brücke nach Bjärred ihre Plätze haben. Die Fischer wurden „Sillasnickare“ genannt, weil sie im Sommer Sill (Hering) fischten und im Winter als Snickare (Zimmermann / Tischler) arbeiteten. Weiterhin gibt es eine Seebrücke, 3 Campingplätze Lomma, Norra (nördlich der Au) Lomma Södra (südlich der Au) und Habo Ljung (nördlich der Au) sowie eine Minigolfanlage am nördlichen Campingplatz. Zwischen Lomma Norra und Habo Ljung liegen zwei der oben erwähnten Teiche (Lehmgruben) nur knapp 100 Meter vom Strand entfernt der zwischen Lomma Norra und Habo Ljung als Nudistenstrand benutzt wird.

## Söhne und Töchter der Stadt
- Hanna Bennison (* 2002), Fußballspielerin
- Filip Jörgensen (* 2002), dänisch-schwedischer Fußballspieler
- Roger Ljung (* 1966), Fußballspieler
- Björn Nittmo (* 1966), American-Football-Spieler